# Гампрін
Ґампрін (нім. Gamprin) — громада в Ліхтенштейні з населенням 1524 осіб, площею 1,6 км² із середньою висотою 472 м. До міста належить село Бендерн.

## Історія

### 1950-ті роки. Історія Символів Гампріну
До 1950 року муніципалітет Гампрін не мав гербу та  офіційного прапора. Саме того року на національний день муніципалітети Ліхтенштейну мали представити себе. Це започаткувало дискусію про прапор Гампріну, тому парламент міста вирішив створити комітет з розробки прапора та герба муніципалітету. 1957-го року було розроблено прапор і герб Гампрену. Жовта стрічка є символом розташованого на заході міста Рейну. Троянди були зроблені з герба лицаря "Рюдігер фон Лімбах", який був мешканцем середньовічного Гампріна. У 1958 році новий прапор і герб були урочисто затверджені мерією міста.

## Відомі люди
- Вайратер, гірськолижник